# Army of the Potomac (Konföderierte)
Die konföderierte Army of the Potomac war eine in der Frühphase des Sezessionskrieges bestehende Armee der Confederate States Army. Sie stand anfangs unter dem Kommando von Brigadegeneral P. G. T. Beauregard und nahm nur am Manassas-Feldzug teil, der am 21. Juli 1861 in der ersten Schlacht von Manassas gipfelte. Nach der Schlacht wurde sie mit General Joseph E. Johnstons Army of the Shenandoah zusammengelegt, der den Befehl von Beauregard übernahm. Nach dem Beginn des Halbinsel-Feldzugs der Union im März 1862 wurde die Armee in die Umgebung von Richmond verlegt, mit der Army of the Peninsula unter John Bankhead Magruder zusammengelegt und offiziell in Army of Northern Virginia umbenannt.